# Morąg (gmina)

Miejscowości gminy Morąg

Morąg (1946–1954 miasto Morąg + gmina Królewo) – gmina miejsko-wiejska w województwie warmińsko-mazurskim, w powiecie ostródzkim.
Siedziba gminy to Morąg.
Według Narodowego Spisu Powszechnego 31 marca 2011 gminę zamieszkiwało 25 245 mieszkańców, z czego 14 586 w mieście i 10 659 – na obszarach wiejskich gminy. Natomiast według danych z 31 grudnia 2019 roku gminę zamieszkiwało 24 199 osób.

## Historia
Gmina Morąg z siedzibą w mieście Morągu powstała 30 października 1945 w powiecie morąskim na obszarze okręgu mazurskiego, na terenie tzw. Ziem Odzyskanych. 28 czerwca 1946 gmina weszła w skład nowo utworzonego woj. olsztyńskiego. 14 lutego 1946 gminę zamieszkiwało 4078 mieszkańców.
Gminę zniesiono 4 maja 1946, przenosząc siedzibę do Królewa i tworząc w ten sposób gminę Królewo
Gminę Morąg przywrócono 1 stycznia 1973 w powiecie morąskim w woj. olsztyńskim po reaktywowaniu gmin. W latach 1975–1998 gmina położona była w „małym” województwie olsztyńskim.

## Struktura powierzchni
Według danych z roku 2002 gmina Morąg ma obszar 310,55 km², w tym:
- użytki rolne: 53%
- użytki leśne: 25%

Gmina stanowi 17,6% powierzchni powiatu.

## Demografia

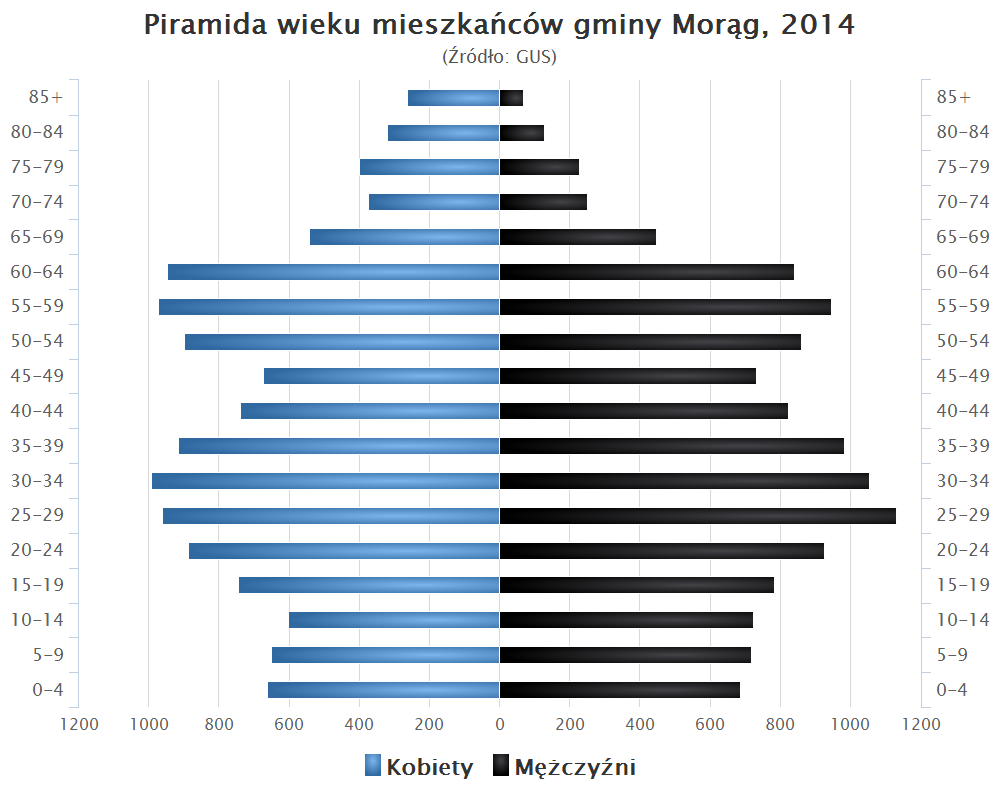
Piramida wieku mieszkańców gminy Morąg w 2014 roku

Dane z 30 czerwca 2004:
| Opis                              | Ogółem | Ogółem | Kobiety | Kobiety | Mężczyźni | Mężczyźni |
| --------------------------------- | ------ | ------ | ------- | ------- | --------- | --------- |
| Jednostka                         | osób   | %      | osób    | %       | osób      | %         |
| Populacja                         | 24 998 | 100    | 12 695  | 50,8    | 12 303    | 49,2      |
| Gęstość zaludnienia [mieszk./km²] | 80,5   | 80,5   | 40,9    | 40,9    | 39,6      | 39,6      |

## Podział na sołectwa
Gmina Morąg podzielona jest na sołectwa:
- Antoniewo – Antoniewo, Szymanowo
- Rolnowo – Rolnowo, Kamionka, Anin, Dobrocinek
- Nowy Dwór – Nowy Dwór, Obuchowo
- Chojnik – Chojnik
- Kalnik – Kalnik, Kępa Kalnicka, Prętki, Dworek
- Królewo – Królewo
- Strużyna – Strużyna, Stabuniki
- Złotna – Złotna, Borzymowo, Zbożne
- Markowo – Markowo
- Jurki – Jurki, Jurecki Młyn, Plebania Wólka
- Niebrzydowo Wielkie – Niebrzydowo Wielkie, Niebrzydowo Małe
- Gulbity – Gulbity, Woryty Morąskie, Worytki
- Łączno – Łączno
- Maliniak – Maliniak
- Bogaczewo – Bogaczewo, Zwierzyniec
- Słonecznik – Słonecznik, Bartężek, Prośno, Szczuplinki, Morzewko
- Bożęcin – Bożęcin
- Bramka – Bramka, Piłąg, Silin, Zawroty
- Ruś – Białka, Ruś
- Żabi Róg – Żabi Róg
- Gubity – Gubity
- Kretowiny – Kretowiny
- Tątławki – Tątławki, Rogowo
- Wilnowo – Wilnowo, Lusajny Małe, Kadzianka
- Jędrychówko – Jędrychówko, Kudypy, Wola Kudypska
- Kruszewnia – Dury, Kruszewnia
- Raj – Lubin, Raj
- Wenecja – Wenecja

Ponadto jeszcze w roku 1973 w dokumentach administracyjnych wzmiankowano niezamieszkaną leśniczówkę (osadę) Jegliak.

## Nazwy niemieckie miejscowości (do 1945 roku)
| Nazwa polska | Nazwa niemiecka (do 1945) | Nazwa polska        | Nazwa niemiecka (do 1945) | Nazwa polska    | Nazwa niemiecka (do 1945) |
| ------------ | ------------------------- | ------------------- | ------------------------- | --------------- | ------------------------- |
| Anin         | Annenhof                  | Kępa Kalnicka       | Wilhelmsthal              | Rogowo          | Eckfeld                   |
| Antoniewo    | Antonienhof               | Kretowiny           | Kranthau                  | Rolnowo         | Rollnau                   |
| Bartężek     | Bärting                   | Królewo             | Königsdorf                | Ruś             | Reußen                    |
| Białka       | Gehlfeld                  | Kruszewnia          | Krausenhof                | Silin           | Sillehnen                 |
| Bogaczewo    | Güldenboden               | Kudypy              | Kuhdiebs                  | Słonecznik      | Sonnenborn                |
| Borzymowo    | Abrahamsheide             | Łączno              | Wiese                     | Stabuniki       | Stobnitt                  |
| Bożęcin      | Groß Gottswalde           | Lubin               | Louisenthal               | Strużyna        | Silberbach                |
| Bramka       | Himmelforth               | Lusajny Małe        | Klein Luzeinen            | Szczuplinki     | Hechtwinkel               |
| Chojnik      | Hagenau                   | Maliniak            | Schertingswalde           | Szymanowo       | Simonetti                 |
| Dobrocinek   | Neu Bestendorf            | Markowo             | Reichertswalde            | Tątławki        | Tomlack                   |
| Dury         | Döhringshof               | Morzewko            | Mahrau                    | Wenecja         | Venedien                  |
| Dworek       | Inrücken                  | Niebrzydowo Małe    | Klein Hermenau            | Wilnowo         | Willnau                   |
| Gubity       | Gubitten                  | Niebrzydowo Wielkie | Groß Hermenau             | Wola Kudypska   | Wolla                     |
| Gulbity      | Golbitten                 | Nowy Dwór           | Neuhof                    | Worytki         | Klein Woritten            |
| Jędrychówko  | Heinrichshof              | Obuchowo            | Obuchshöfchen             | Woryty Morąskie | Woritten                  |
| Jurecki Młyn | Georgenthalermühle        | Piłąg               | Pfeilings                 | Żabi Róg        | Horn                      |
| Jurki        | Georgenthal               | Plebania Wólka      | Pfarrsfeldchen            | Zawroty         | Schwenkendorf             |
| Kadzianka    | Vogelgesang               | Prętki              | Friedrichsfelde           | Zbożne          | Gottesgabe                |
| Kalnik       | Kahlau                    | Prośno              | Pörschken                 | Złotna          | Goldbach                  |
| Kamionka     | Steinsdorf                | Raj                 | Paradies                  | Zwierzyniec     | Thiergarten               |

## Sąsiednie gminy
Godkowo, Łukta, Małdyty, Miłakowo, Miłomłyn, Pasłęk, Świątki